# J9 (album de Jolin Tsai)
Albums de Jolin Tsai
Born to Be a Star
(2004) J-Game
(2005)
Remix par Jolin Tsai
Dance Collection
(2002) Dancing Forever
(2006)
J9 est le deuxième compilation de remixes de la chanteuse Jolin Tsai, sortie le 12 novembre 2004 sous le label Sony Music.

## Liste des titres
| No  | Titre                                                      | Durée |
| --- | ---------------------------------------------------------- | ----- |
| 1.  | Zhao Pai Dong Zuo (招牌動作, Signature gesture)            | 3:11  |
| 2.  | Dan Shen Gong Hai (單身公害, Singleness)                   | 3:45  |
| 3.  | Kan Wo 72 Bian (看我72變, Magic)                           | 4:43  |
| 4.  | Guai Mao (乖貓, Nice Cat)                                  | 4:00  |
| 5.  | Shuo Ai Ni (說愛你, Say Love Me)                           | 4:12  |
| 6.  | Ai Qing San Shi Liu Ji (爱情三十六計, 36 Tricks of Love)   | 5:01  |
| 7.  | Hai Dao (海盜, Pirates)                                    | 4:24  |
| 8.  | Jiu Shi Ai (就是愛, It's Love)                             | 4:40  |
| 9.  | Love Love Love                                             | 4:36  |
| 10. | Bao Mi Hua De Wei Dao (爆米花的味道, Smell of the Popcorn) | 3:50  |
| 11. | J9 Non-Stop Remix                                          | 7:46  |